# Теорема про бісектрису
Теорема про бісектрису — теорема планіметрії, яка пов'язує довжини відрізків, на які бісектриса ділить сторону, до якої вона проведена, та довжини прилеглих сторін даного трикутника.
| Бісектриса трикутника ділить сторону, до якої вона проведена, на відрізки, пропорційні прилеглим до них сторонам, тобто {\displaystyle {\frac {BD}{DC}}={\frac {AB}{AC}}}. |

Справедлива і обернена теорема: якщо на стороні {\displaystyle BC} трикутника {\displaystyle ABC} обрано точку {\displaystyle D} так, що {\displaystyle {\frac {BD}{DC}}={\frac {AB}{AC}}}, то відрізок {\displaystyle AD} — бісектриса кута {\displaystyle \angle A} трикутника {\displaystyle ABC}. Це можна легко довести методом від супротивного.

## Доведення (методом пропорційних відрізків)

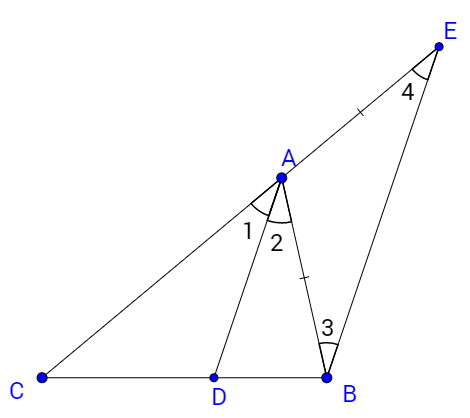
Ілюстрація доведення теореми про бісектрису (методом пропорційних відрізків)

Нехай дано трикутник {\displaystyle ABC}, {\displaystyle AD} — бісектриса кута {\displaystyle \angle A}. Через точку {\displaystyle B} проведемо пряму, паралельну прямій {\displaystyle AD} і нехай проведена пряма перетинає пряму {\displaystyle AC} в точці {\displaystyle E}.
На зображенні кути {\displaystyle 2} та {\displaystyle 3} рівні як внутрішні різносторонні при паралельних прямих {\displaystyle AD} і {\displaystyle BE} та січній {\displaystyle AB}; кути {\displaystyle 1} та {\displaystyle 4} рівні як відповідні при паралельних прямих {\displaystyle AD} і {\displaystyle BE} та січній {\displaystyle AE}. Проте кути {\displaystyle 1} та {\displaystyle 2} рівні, оскільки {\displaystyle AD} — бісектриса кута {\displaystyle \angle A}. Звідси маємо, що всі кути {\displaystyle 1}, {\displaystyle 2}, {\displaystyle 3} та {\displaystyle 4} рівні між собою. Звідси маємо, що трикутник {\displaystyle ABE} рівнобедрений, тобто {\displaystyle AE=AB}.
За теоремою про пропорційні відрізки маємо: {\displaystyle {\frac {CD}{AC}}={\frac {DB}{AE}}}. Але {\displaystyle AE=AB}, тому {\displaystyle {\frac {CD}{AC}}={\frac {DB}{AB}}}, звідки остаточно{\displaystyle {\frac {BD}{DC}}={\frac {AB}{AC}}}. Теорему доведено.

## Доведення (методом площ)

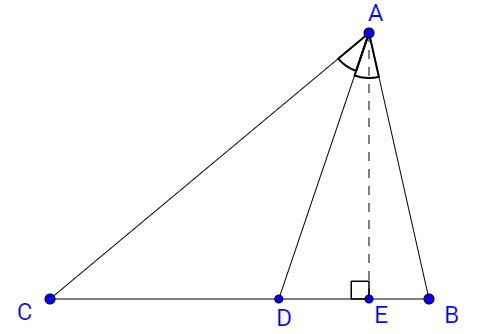
Ілюстрація доведення теореми про бісектрису (методом площ)

Нехай дано трикутник {\displaystyle ABC}, {\displaystyle AD} — бісектриса кута {\displaystyle \angle A}. Знайдемо площі трикутників {\displaystyle ABD} та {\displaystyle ADC}. Для цього скористаємося двома формулами для знаходження площ:
{\displaystyle S={\frac {1}{2}}ah_{a}}, де {\displaystyle a} — сторона трикутника, а {\displaystyle h_{a}} — висота, опущена на цю сторону;
{\displaystyle S={\frac {1}{2}}bc\sin \alpha }, де {\displaystyle b} та {\displaystyle c} — сторони трикутника, {\displaystyle \alpha } — кут між цими сторонами.
З першої формули маємо, що {\displaystyle S_{ABD}={\frac {1}{2}}BD\cdot AE}, а {\displaystyle S_{ADC}={\frac {1}{2}}CD\cdot AE}, де {\displaystyle AE} — висота трикутника {\displaystyle ABC}, яка є також і висотою трикутників {\displaystyle ABD} та {\displaystyle ADC}. Звідси {\displaystyle {\frac {S_{ABD}}{S_{ADC}}}={\frac {{\frac {1}{2}}BD\cdot AE}{{\frac {1}{2}}CD\cdot AE}}={\frac {BD}{DC}}}.
З другої формули отримуємо, що {\displaystyle S_{ABD}={\frac {1}{2}}AB\cdot AD\sin \angle BAD} та {\displaystyle S_{ADC}={\frac {1}{2}}AC\cdot AD\sin \angle DAC}. Звідси {\displaystyle {\frac {S_{ABD}}{S_{ADC}}}={\frac {{\frac {1}{2}}AB\cdot AD\sin \angle BAD}{{\frac {1}{2}}AC\cdot AD\sin \angle DAC}}={\frac {AB\sin \angle BAD}{AC\sin \angle DAC}}}. Оскільки {\displaystyle AD} — бісектриса кута {\displaystyle \angle A}, то {\displaystyle \angle BAD=\angle DAC}, звідки {\displaystyle \sin \angle BAD=\sin \angle DAC}, а тому остаточно {\displaystyle {\frac {S_{ABD}}{S_{ADC}}}={\frac {AB}{AC}}}.
Вище доведено, що {\displaystyle {\frac {S_{ABD}}{S_{ADC}}}={\frac {BD}{DC}}} та {\displaystyle {\frac {S_{ABD}}{S_{ADC}}}={\frac {AB}{AC}}}, а тому {\displaystyle {\frac {BD}{DC}}={\frac {AB}{AC}}}. Теорему доведено.

## Узагальнення теореми
Якщо пряма {\displaystyle AD} не обов'язково є бісектрисою, то з вище викладених міркувань випливає, що {\displaystyle {\frac {BD}{DC}}={\frac {AB\sin \angle BAD}{AC\sin \angle DAC}}}.